# Xamiatus bulburin
Xamiatus bulburin is een spinnensoort in de taxonomische indeling van de bruine klapdeurspinnen (Nemesiidae).
Xamiatus bulburin werd in 1981 beschreven door Raven.